# Conus ximenes
Conus ximenes é uma espécie de gastrópode do gênero Conus, pertencente à família Conidae.

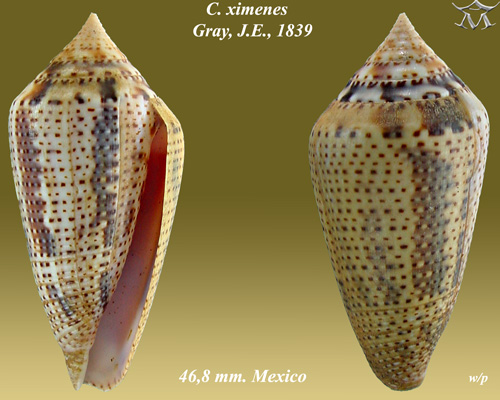
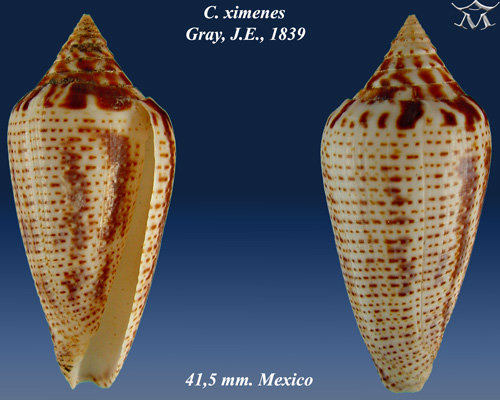